# Jens Adolf Jerichau (målare)
Emil Jens Baumann Adolf Jerichau, född 11 december 1890 i Roskilde, död 16 augusti 1916 i Paris, var en dansk målare. Han var son till Holger H. Jerichau och sonson till Jens Adolf Jerichau.
Jerichau gick på akademien 1909–1913, och väckte genom stort anlagda bilder som Dante, Pietà, Hecuba och Eventyrfuglen stora förväntningar, men tog sitt eget liv innan han hann infria dem. Han är representerad vid Statens Museum for Kunst med bland annat Evas skapelse. Komposition. Opus II.